# Biwaksack

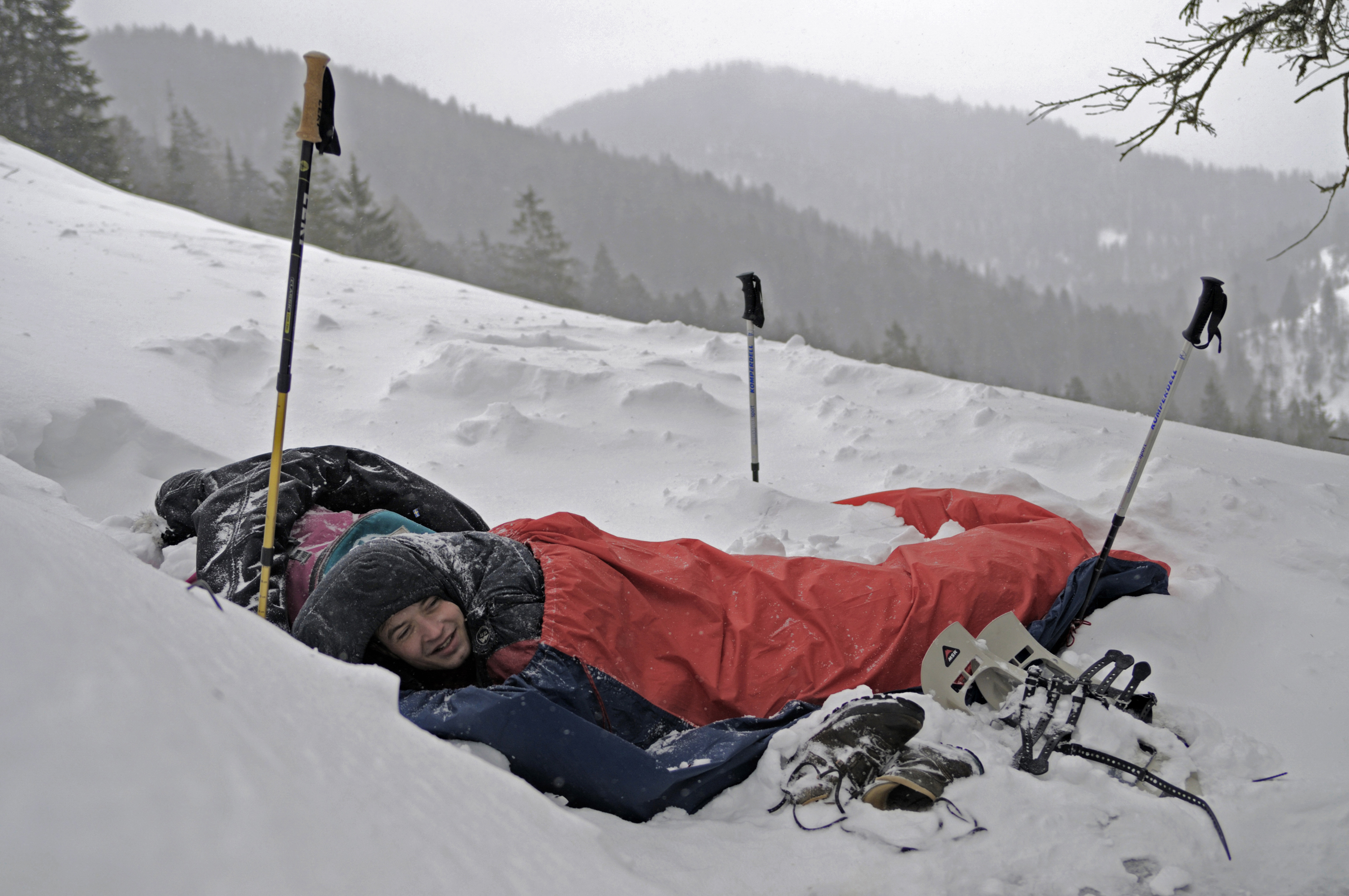
Biwaksack im Wintereinsatz an der Benediktenwand

Der Biwaksack ist ein winddichter, meist auch wasserdichter Sack, der bei Übernachtungen im Freien, dem Biwakieren, als Außenhülle um den Schlafsack verwendet wird und vor Nässe, Schmutz, Auskühlung durch Wind und anderen schädlichen Einflüssen schützt. Er wird in Ausführungen für eine oder auch für zwei Personen gefertigt und vorwiegend beim Bergsteigen, Klettern oder Trekking benutzt. Als Erfinder des Biwaksacks gilt Mathias Zdarsky.

## Ausführungen und Materialien
Einfache Biwaksäcke bestehen aus wasserdichtem Kunststoff (meist Polyurethan/PU). Sie sind leicht und preiswert, haben aber den Nachteil, dass sich im Lauf mehrerer Stunden an ihrer Innenseite Kondenswasser bildet, das den darunterliegenden Schlafsack befeuchtet. Dieser Prozess wird durch eine niedrige Außentemperatur beschleunigt. PU-beschichtete Biwaksäcke sind deshalb für Wintereinsätze nicht geeignet und können in anderen Jahreszeiten nur dann mehrere Nächte hintereinander verwendet werden, wenn die Möglichkeit besteht, den Schlafsack tagsüber durch Lüften zu trocknen.
Aufwendigere Biwaksäcke werden an ihrer Oberseite aus einer dampfdurchlässigen Membran (z. B. Gore-Tex, Tyvek etc.) oder einem Laminat (z. B. Sympatex, Hyvent etc.) gefertigt, das die Feuchtigkeit teilweise dampfförmig aus dem Inneren nach außen entweichen lässt, ohne jedoch Nässe von außen eindringen zu lassen. Einige Versionen verbauen außerdem Moskitonetze im Kopf-Bereich, um vollständigen Schutz vor Insekten zu bieten.

## Sonderformen
Ein Biwakzelt ist ein Biwaksack, der mithilfe eines kleinen zeltartigen Aufbaus über dem Kopf des Schlafenden auch das Gesicht vor Regen und Wind schützt und so eine Zwischenform zwischen Biwaksack und Zelt darstellt.
Ein Windsack ist ein großzügig geschnittener Biwaksack, in dem man aufrecht sitzen kann. Viele Windsäcke bieten mehreren Personen Platz, um die Körperwärme besser auszunutzen.